# Christuskirche (Prien am Chiemsee)

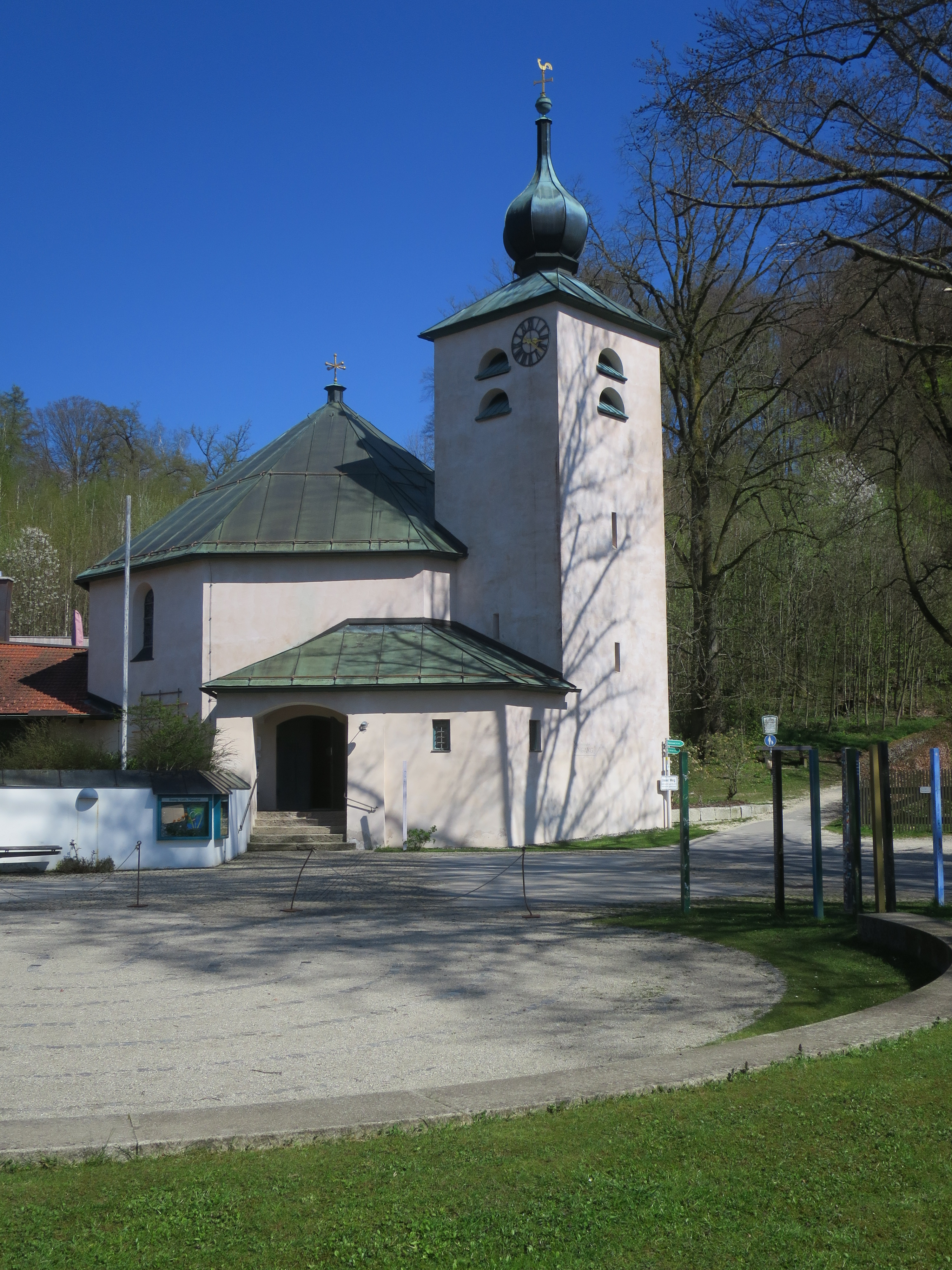
Christuskirche, Eingangsseite

Die Christuskirche in Prien am Chiemsee ist die evangelisch-lutherische Kirche in Prien am Chiemsee.

## Geschichte
Die evangelische Kirchengemeinde in Prien am Chiemsee hatte 1921 lediglich 89 Mitglieder. Gleichwohl beschloss sie, eine eigene Kirche zu errichten. Als Architekt konnte German Bestelmeyer gewonnen werden. Er entwarf ein Gebäude, das 150 Personen fassen konnte. Der Grundstein zur Kirche wurde am 24. Juli 1926 gelegt.

## Baugestalt

### Gebäude
Bestelmeyer entwarf ein Oktogon mit Zeltdach, einem kleinen Vorbau als Eingangsbereich und einem an das Gebäude gestellten, gedrungenen Kirchturm mit Zwiebelhaube. Stilistisch weist das Gebäude Elemente von Heimatschutzstil und Historismus auf. Der Entwurf wurde in seiner Entstehungszeit sehr geschätzt, das Modell auf verschiedenen Ausstellungen gezeigt. Am 29. Juli 1927 wurde die Kirche eingeweiht. Neben der Kirche befindet sich das Pfarrhaus.
Die Kirche ist heute ein Kulturdenkmal aufgrund des Denkmalschutzgesetzes des Freistaates Bayern.

### Ausstattung

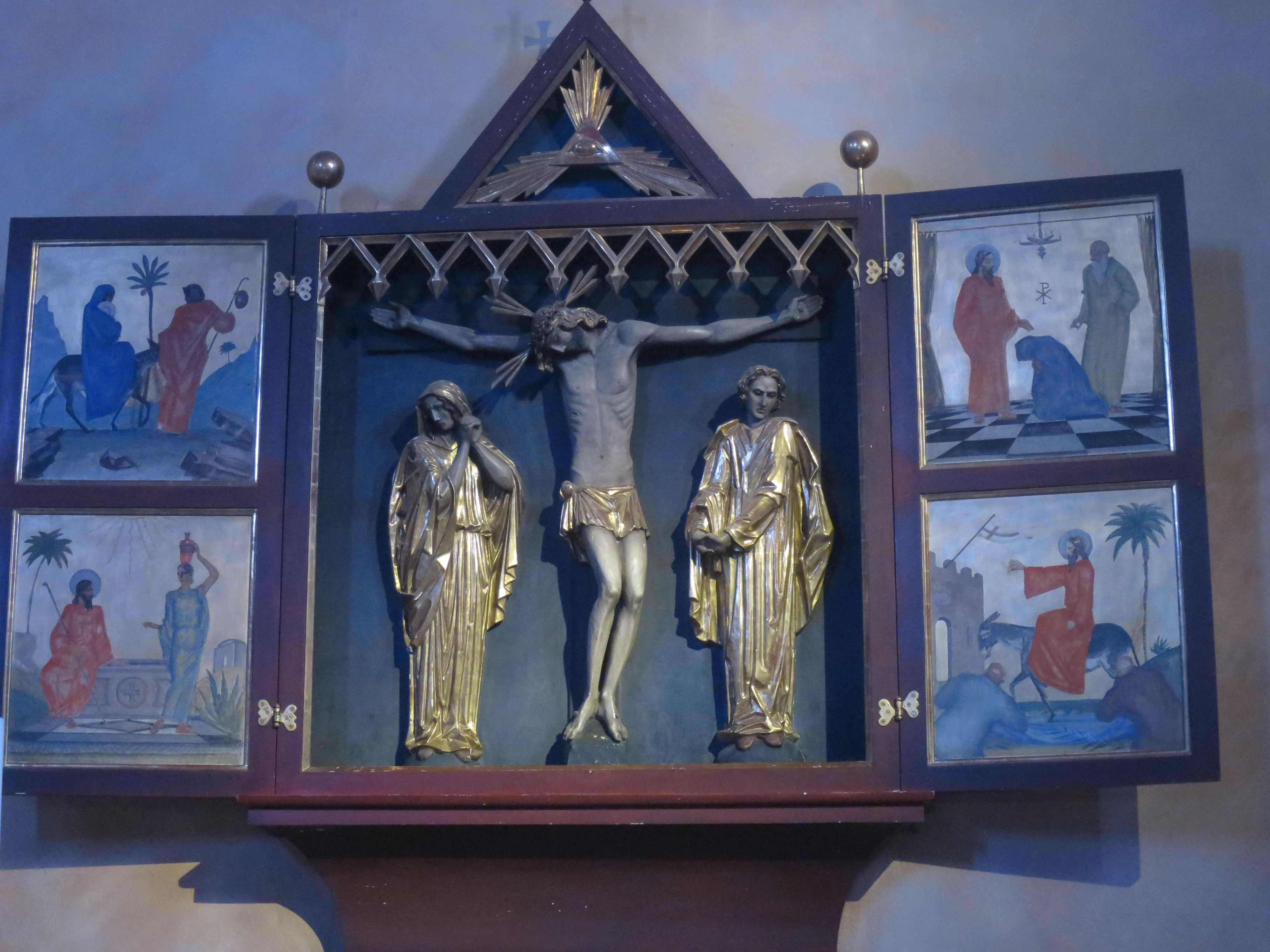
Ehemaliger Altaraufsatz

Das Ensemble aus Taufstein, Altartisch und Kanzel bestand aus rotem Ruhpoldinger Marmor und wurde nach Entwürfen von Bestelmeyer gefertigt. Während die letzten beiden Ausstattungsgegenstände bei der Renovierung 1997/1998 entfernt wurden, blieb der Taufstein an seinem Platz. Die Reliefs der vier Evangelisten an der Südseite des Kirchenraums schmückten ursprünglich die 1997 entfernte Kanzel und stammen von Markus Heinlein.
Das übrige Mobiliar und die Kassettendecke wurden aus unbehandeltem Lärchenholz gefertigt. Über dem Altar befand sich ein Altarbild, das heute musealisiert die Ostwand der Kirche schmückt. Es kombiniert in historistischem Stil eine mittige, geschnitzte Kreuzigungsszene von Friedrich Lommel, gemalte „Flügel“ mit vier Szenen aus dem Leben Jesu von Paul Roloff und ornamentale Schnitzerei von Markus Heinlein.
Der heute verwendete Altartisch wurde im Zuge der Renovierung 1997/1998 aufgestellt. Er steht auf drei geschnitzten Beinen und besteht ebenfalls aus Lärchenholz, die Tischplatte aus Ahorn.
Die drei relativ hoch im Kirchenraum positionierten Fenster wurden nach 1958 von dem Priener Künstler Markus von Gosen mit Buntglasfenstern gestaltet. Sie zeigen die Verkündung der Geburt Christi an die Hirten, den auferstandenen Christus und eine Taube, Symbol des Heiligen Geistes. Ein viertes, rundes Fenster von Markus von Gosen, das die Symbole der vier Evangelisten zeigt, befindet sich im Gemeindesaal.

### Umbauten
1964 wurden Pfarrhaus und Kirche durch ein Gemeindehaus baulich verbunden. Um den Gemeindesaal gleichzeitig als Erweiterung des Kirchenraums nutzen zu können, wurde die Nordwand der Kirche durchbrochen. Sie ist heute mit einer großen Holztür verschlossen. Dieser Durchbruch ermöglicht es, bei Bedarf beide Räume als Einheit zu nutzen. Architekt des Umbaus war Gustav Gsaenger.
1997/1998 wurde die Einrichtung des Kirchenraums gewandelten liturgischen Anforderungen entsprechend umgestaltet. Architekt war Peter Schorr. Die frontale Ausrichtung der Sitzbänke wurde aufgegeben. Sie wurden in zwei Blöcken, die sich in einem Winkel von etwa 120 Grad einander zuwenden, aufgestellt. Der Podest des Altarraums wurde zusammen mit dem Altartisch entfernt und der Boden insgesamt so abgesenkt, dass der Übergang zum Gemeindesaal stufenlos wurde. Als Altar dient seitdem ein künstlerisch gestalteter Holztisch, der weiter ins Zentrum des Kirchenraums gerückt wurde. Die Kanzel wurde entfernt und durch ein Lesepult ersetzt. Das frühere Altarbild befindet sich nun an der Nordwand. Als „optischer Sockel“ wurde darunter die Altarplatte des entfernten, alten Altars in die Wand eingelassen.

## Orgel

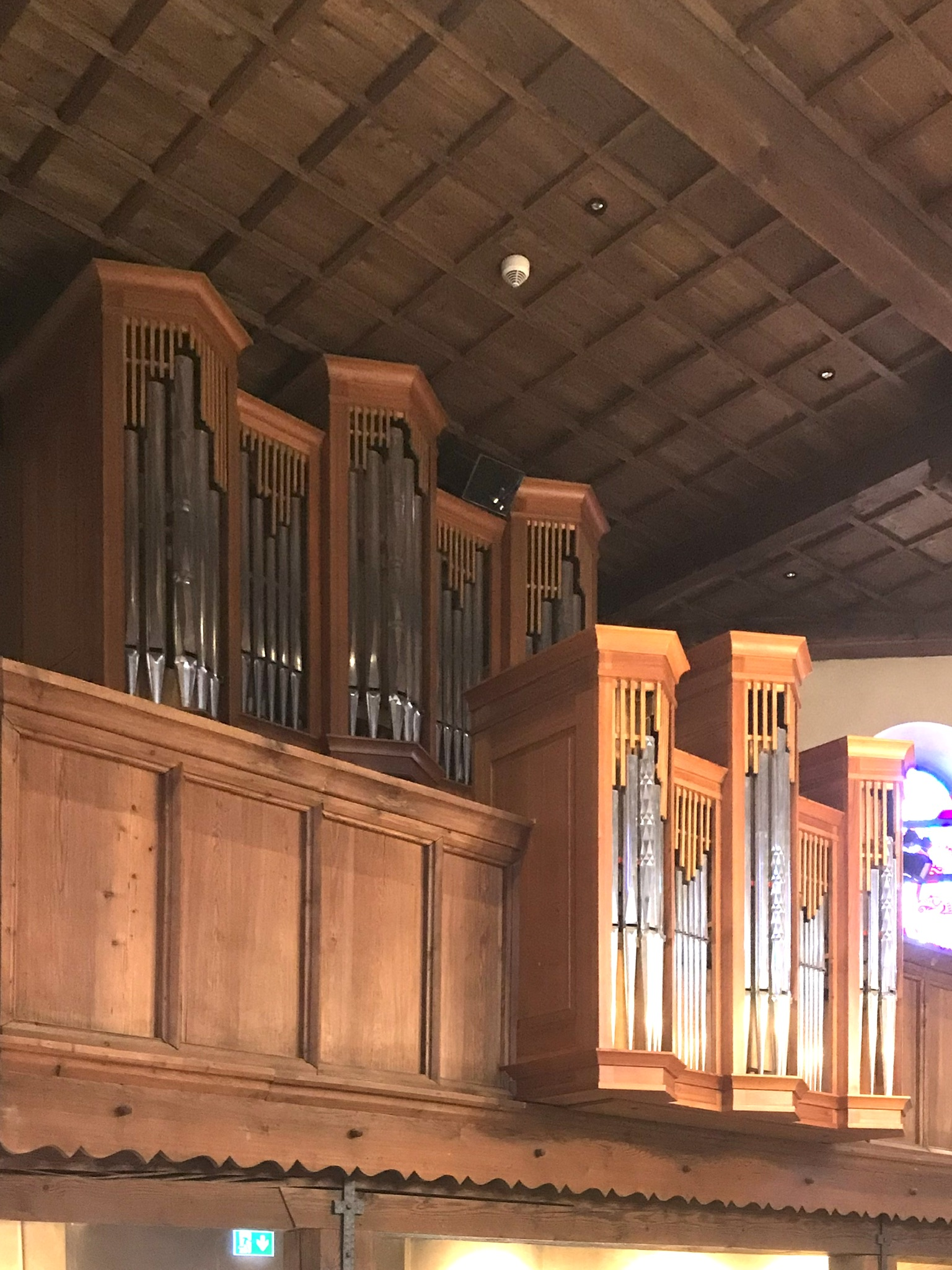
Schmid-Orgel (1989)

1989 wurde eine Orgel mit zwei Manualen und 14 Registern von Gerhard Schmid eingebaut.